# 保琳·漢森
保琳·漢森（1954年5月27日—）是澳大利亚政治人物，極右翼政党一国党创始人和党魁，1996-1998年任澳大利亚议会议员。先任昆士兰州参议员。政治理念是右翼、保守、反有色人种移民、反对多元文化，反对新移民在多元文化社会中保持自己的语言和文化，反对给予少数族裔政治上的优待。此党人数较少但擁有堅定的支持者群体，支持保衛欧裔白人在澳大利亚的主体地位。2006年，她曾被《时代》杂志選為100個最具影響力的澳洲人之一。

## 生平

### 早年生活
汉森在布里斯班的市郊成長。父親是英國移民，擁有一間外賣快餐店。韓森14歲停學，曾當過文員和其他服務性的工作。由於她擁有不少物業出租，個人經濟頗豐裕。她結過兩次婚，有四個子女。在她政治生涯早年，曾經以在離布爾斯本不遠的葉士域治擁有一間炸魚薯條店聞名。

### 政治背景
她曾加入澳洲自由黨，在1994-96年間曾當選伊普斯威奇議會議員；又曾在1996年3月全國選舉中，代表自由黨在奧夕梨選區參選眾議院議員。而在1993年選舉後，奧夕梨選區曾經是澳洲工黨在昆士蘭州內最穩定票源。但由於她對反對政府特別協助原住民的《昆士蘭時報》的攻擊，令她被自由黨褫奪參選資格。可是她在選票上，依然有自由黨的名字。澳洲選舉委員會對候選人的修改工作仍在進行中的時候——韓森輕而易舉地勝出了，有不少投她一票的人，還是工黨的長期支持者。

### 反亞洲人風波
1996年，韓森在国会發表她的首次演说，受到了澳洲甚至世界各地媒體的关注。在演说中，她表示不滿政府給予原住民太多特權，例如低息（利率百分之三至四）房屋貸款，領地權等等。她認為澳洲的原住民不是弱勢社群，政府用白人的税款去给予原住民「不必要的特權」很不公平；她主張撤除原住民事務委員會。韓森又認為，澳洲的生活水平每況愈下，失業率愈來愈高，家庭問題嚴重，政府又胡亂出售國有資產予外國企業。
引起軒然大波的，是她對澳洲的亞洲社群的評語。她要求澳洲檢討移民政策，並且廢除多元文化主義。她認為澳洲有被亞洲人「蜂拥淹沒」（「swarmed」）的危機。韓森認為，亞洲人來到澳洲，只顾自己的社群，形成貧民區，不與本土人同化。韓森提出，應暫時禁止移民，以免英語不流利，沒有技能的新移民只會領取失業金、福利金。演講一出台，立即引起亚裔社区的不滿，马来西亚首相马哈迪·莫哈末也严厉批评韓森，認為她的观点是种族主义者。但她的支持者視她為民族英雄。有很多人因為韓森，都开始相信亞洲的新移民是貧窮和失業的來源。

### 寶琳·韓森的單一民族黨

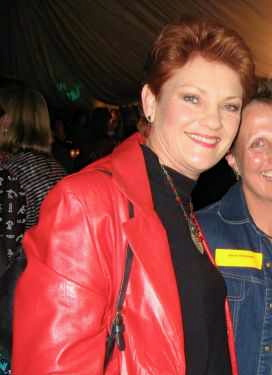
2006年的寶琳·韓森

1997年4月，在為數雖少但忠實的支持下，韓森成立了寶琳·韓森的單一民族黨（Pauline Hanson's One Nation，簡稱為單一民族黨），试图独立地将自己的政治理念搬上舞台。该党差不多每一次開會都遭到遊行反對，韓森的支持者和左翼反對派還時常發生衝突。
1998年6月，昆士蘭州進行選舉，韓森的單一民族黨得到了11個席位，即近一成，成为州内不可忽视的政治力量。

### 支持率下降
在那以後，韓森的支持率就下跌了。此后澳大利亚的各主要政党都刻意与一族党划清界线，选举中宁愿拨票给主要竞争对手也不拨票给一族党，也不和一族党交换拨票。1998年10月的联邦選舉中，她對某些政策的支持更令她失去了好些選票，例如撤銷對單親母親的補助金，以一個2%的稅率代替其他的所有稅項，和減少澳洲健保的覆蓋範圍。在那次選舉中，由于这些原因她在本选区輸給了自由黨的候選人。在2001年的選舉，她參選昆士蘭州參議院，又告落敗。
她歸咎自己的失敗予澳洲總理霍華德，說他「偷了我的政策」。

### 牢獄之災
2003年，韓森被控選舉舞弊，被昆士蘭省法庭判監三年。她被控把「支持寶琳·韓森運動」的五百名成員寫進「一國黨」名下，好將它註冊成為政黨。因為這種註冊方式是不合法的，所以她獲得的四十多萬澳元選舉資金也算是詐騙回來的。韓森對於指控的第一反應是：「廢話，我沒有罪，這是個笑話。」
韓森表示不會重返政壇。但随后在2004年，她以獨立候選人的身份參選昆士蘭州參議院，終告落敗。虽如此，韓森仍然得到了一定数量的选票，并因此获得15万澳元由纳税人提供的公共选举经费。

### 淡出政坛
2003年，她離開了昆士蘭省，到了新南威爾斯州的悉尼。在3月22日的州選舉，她又落敗了。
韓森也表示希望當一個民歌藝人。她常常推廣澳洲音樂，又為民歌歌手拜仁·歷頓宣傳。2006年，她開展了新事業——在昆士蘭州做房地產工作。
2007年，韓森组建“寶琳的团结澳大利亚党”，参加当年的昆士兰的参议员选举，未能成功。2009年以独立参选人身份参加昆士兰州议会选举，又告失败。
2010年，韓森宣布对澳大利亚已失去兴趣，准备注销“寶琳的团结澳大利亚党”，然后移居英国。然而，韓森在卖出自己位于昆士兰州的房产时又引起麻烦。在她将房产放售之后，有穆斯林买主登门洽谈，韓森以“穆斯林生活方式於澳洲人的生活方式和文化不兼容”为由，断然拒绝出售。此举又激起穆斯林移民的愤慨，市场监管部门也宣布韓森以种族和宗教为理由拒绝买主的行为非法。韓森一怒之下将卖房广告撤回，宁可不卖也不让穆斯林落户。同年她去欧洲度假两个月后又发现英国不是她所梦想的纯种白人天堂，宣布由于英国移民太多而打消了移居英国的想法。

### 2013年大选及2015年昆士蘭選舉
2013年澳大利亚大选，韓森宣布再度加入單一民族党并将参选2013年澳大利亚联邦选举新南威尔士选区参议院席位，再度落敗。
2015年韓森參選昆士蘭州議會参议院選舉，成功当选为洛基葉選區（Lockyer）参议员

### 2019年近況
2019年4月30日，澳洲第九電視台臺女主播Tracy Grimshaw訪問韓森，韓森表示有媒體借政治捐款及脫衣舞醜聞抹黑她。

## 著名语录

### 「請解釋？」
在1996年，韓森接受了一個澳洲流行電視節目「六十分鐘」的訪問。訪問者問她「你是不是仇外主義者（xenophobic）？」的時候，韓森的反應是「請解釋这个词的意思？」（「Please explain?」）。
在同一個訪問中，韓森被問及對同性戀遊行（Gay Pride）的看法，她的回答是：「我不喜歡它；因為它在發揚一些根本不自然的東西。」在之後的悉尼同性戀遊行，韓森的漫畫公仔和不停播放的「我不喜歡它」（「I don't like it」）的錄音成為了主題。
自從政治生涯結束後，韓森常常在電視上作自我模仿，用「請解釋」和「我不喜歡它」自嘲。她的新名言是：「我不喜歡它—我愛它。」

### 我甚麼都不喜歡，除了尼爾·戴門
她常常被男扮女裝的藝人寶琳·没穿裤子模彷，其典型手法是将韓森发言的字句穿成可笑的歌词，在MV中再配上讽刺的造型和情节。例如在歌曲〈我不喜歡它〉（〈I Don't Like It〉）中，寫有這樣的歌詞：「為甚麼我不能把血染成白色，我應該找些醫生問問......有顏色的血就是不對勁！」（「Why can't my blood be colour-washed? I should talk to some medical doctors. Coloured blood is just not right!」）、「我甚麼都不喜歡，除了尼爾·戴門。」（「I don't like anything, except I like Neil Diamond」）